# Sóviet Supremo de la República Socialista Soviética de Ucrania
El Sóviet Supremo de la República Socialista Soviética de Ucrania (en ucraniano: Верховна Рада Української РСР, romanizado: Verkhovna Rada Ukrayins'koyi RSR; en ruso: Верховный Совет Украинской ССР, romanizado: Verkhovnyy Sovet Ukrainskoy SSR) era el sóviet supremo (mayor órgano legislativo) de la RSS de Ucrania, una de las repúblicas constituyentes de la Unión Soviética. El Sóviet Supremo de la República Socialista Soviética de Ucrania se estableció en 1937 en sustitución del Congreso de los Soviets de Ucrania.

## Historia
Las primeras elecciones para el Sóviet Supremo de la República Socialista Soviética de Ucrania se celebraron del 25 al 28 de julio de 1938. Se eligieron a un total de 304 diputados y Mijaílo Burmistenko fue elegido presidente del Sóviet Supremo de la República Socialista Soviética de Ucrania. A lo largo de la mayor parte de su historia, el Sóviet Supremo de la República Socialista Soviética de Ucrania estuvo dominado por miembros del Partido Comunista, que representaron alrededor del 62-69% de la cantidad total de escaños. Después de la anexión de Ucrania occidental el 24 de marzo de 1940, se celebraron elecciones parciales en estos territorios, donde se eligieron otros 80 diputados.
Durante la Gran Guerra Patria, el Sóviet Supremo de la RSS de Ucrania sesionó en condiciones de guerra. Durante las batallas en Kiev murió el presidente del Sóviet Supremo Burmistenko, por lo que  el Presídium del Sóviet Supremo de la República Socialista Soviética de Ucrania fue evacuado a Sarátov.
El 29 de junio de 1943 se adoptó el decreto "Sobre el aplazamiento de las elecciones al Sóviet Supremo de la República Socialista Soviética de Ucrania", según el cual las elecciones se pospusieron por un año y el mandato de la 1ª convocatoria del Sóviet Supremo de la RSS de Ucrania se amplió por un año más. Durante la década de 1950, la elaboración de leyes se limitó prácticamente a mejorar artículos individuales de la Constitución y las leyes ya existentes en la República Socialista Soviética de Ucrania. A finales de la década de 1950, se intensificó la actividad legislativa del Sóviet Supremo, lo que se debió a la necesidad de llevar a cabo reformas en el sistema de poder soviético iniciadas por el Primer Secretario del Partido Comunista de la Unión Soviética, Nikita Jrushchov. En 1959 se discutieron proyectos de ley sobre el sistema judicial, así como los códigos civil, procesal civil, penal y procesal penal.
En la década de 1970, la elaboración de leyes se expandió y se intensificó la codificación de la legislación republicana. Así, en 1968, el Soviet Supremo de la República Socialista Soviética de Ucrania adoptó la Ley "Sobre los consejos de diputados del pueblo de las aldeas y ciudades", que revivió significativamente las actividades de estos órganos representativos de base. En junio de 1969 se adoptó el Código de Matrimonio y Familia, en julio de 1970, el Código de Tierras, en junio de 1972, el Código de Aguas, etc. La codificación de la legislación, que fue llevada a cabo por la Corte Suprema durante estos años, creó las condiciones para una mejor regulación legal de las relaciones públicas. Cada año, el Sóviet Supremo aprobaba proyectos para el Comité de Planificación Estatal y el presupuesto de la república. Desde 1978 se adoptan resoluciones para cumplir con las obligaciones anuales. Sin embargo, las leyes adoptadas por el Sóviet Supremo de la RSS de Ucrania a menudo sólo duplicaban las disposiciones de los actos jurídicos de la URSS.
La Constitución de la República Socialista Soviética de Ucrania de 1978 no cambió radicalmente el estatus legal del Sóviet Supremo. Sin embargo, se introdujeron algunas modificaciones. En particular, se proclamó que todos los sóviets (republicano, regionales, distritales y municipales) representan un sistema único de órganos de gobierno. Se fortaleció la influencia del Sóviet Supremo sobre los sóviets locales. La composición del Sóviet Supremo fue aumentada a 650 diputados y su mandato de hasta 5 años. La gama de temas de derecho de iniciativa legislativa se ha ampliado. Ahora este derecho pertenecía a la Corte Suprema, al Consejo de Ministros de la República Socialista Soviética de Ucrania, a las comisiones permanentes y de otro tipo, a los diputados, a la Corte Suprema, al Fiscal de la República, así como a las organizaciones públicas representadas por los órganos republicanos.
Las últimas elecciones al Sóviet Supremo de la República Socialista Soviética de Ucrania en las condiciones de existencia de la Unión Soviética tuvieron lugar en 1990, para la designación de los diputados de la 12ª convocatoria. Después de la adopción del Acta de Declaración de Independencia de Ucrania el 24 de agosto de 1991 y las enmiendas a la Constitución de la República Socialista Soviética de Ucrania, que entraron en vigor el 23 de noviembre de 1991, el Sóviet Supremo fue abolido y reemplazado por la Rada Suprema.

## Estructura

### Presídium
El presídium era el órgano con funciones legislativas encargado de dirigir al Sóviet Supremo durante los periodos entre sesiones de este. Los miembros de este eran elegidos por los diputados al inicio de cada convocatoria. Sus funciones eran convocar las sesiones del Sóviet Supremo, interpretar las leyes, otorgar títulos honoríficos y condecoraciones, relevar y designar a ministros locales a propuesta del Presidente del Consejo de Ministros, entre otras. Estaba formado por un presidente, dos vicepresidentes (en 1978 fue modificado a tres), un secretario y 15 miembros ordinarios (en 1978 fue modificado a veinte). 

### Diputados
Los diputados del Sóviet Supremo de la RSS de Ucrania eran electos sobre la base de sufragio universal, igual y directo en votación secreta por ciudadanos mayores de 18 años, en proporción de un diputado por cada 100,000 habitantes.

## Facultades
El Sóviet Supremo de la República Socialista Soviética de Ucrania elegía un Presídium responsable ante él, y también formaba al Gobierno; elegía al Consejo de Ministros de la República Socialista Soviética de Ucrania, y a la Corte Suprema de la República Socialista Soviética de Ucrania. También los diputados eligieron a los jefes de los comités ejecutivos locales y parcialmente a sus diputados, el estado mayor de mando de los distritos militares ubicados en el territorio de la RSS de Ucrania.
Los deberes del Sóviet Supremo también consistían en:
- Modificar la Constitución de la República Socialista Soviética de Ucrania y adoptar nuevas versiones;
- Publicar y aprobar los planes económicos nacionales y el presupuesto estatal de la república;
- Supervisar el estado y la gestión de las empresas subordinadas a la Unión y supervisarlas.

La forma principal de la actividad del Sóviet Supremo eran las sesiones, que el Presídium convocaba dos veces al año. Asimismo, ante solicitud del Presídium o a solicitud de un tercio de los diputados, se podían convocar sesiones extraordinarias y solemnes (dedicadas a fechas destacadas). El Sóviet Supremo formaba comisiones permanentes y temporales. Las leyes fueron aprobadas por mayoría de votos de los diputados que participaron en la reunión del Sóviet Supremo.

## Convocatorias
| Convocatoria      | Periodo   |
| ----------------- | --------- |
| I Convocatoria    | 1938-1947 |
| II Convocatoria   | 1947-1951 |
| III Convocatoria  | 1951-1955 |
| IV Convocatoria   | 1955-1959 |
| V Convocatoria    | 1959-1963 |
| VI Convocatoria   | 1963-1967 |
| VII Convocatoria  | 1967-1971 |
| VIII Convocatoria | 1971-1975 |
| IX Convocatoria   | 1975-1979 |
| X Convocatoria    | 1980-1984 |
| XI Convocatoria   | 1984-1990 |

## Presidentes delPresídiumdel Sóviet Supremo de la RSS de Ucrania
| Imagen | Imagen | Nombre                           | Inicio              | Fin                     | Partido político  |
| ------ | ------ | -------------------------------- | ------------------- | ----------------------- | ----------------- |
|        |        | Leonid Korniets (1901-1969)      | 27 de julio de 1938 | 28 de julio de 1939     | Partido Comunista |
|        |        | Mijaílo Hrechuja (1902-1976)     | 28 de julio de 1939 | 18 de enero de 1954     | Partido Comunista |
|        |        | Demián Korotchenko (1894-1969)   | 15 de enero de 1954 | 7 de abril de 1969      | Partido Comunista |
|        |        | Oleksándr Liashko (1915-2002)    | 10 de junio de 1969 | junio de 1972           | Partido Comunista |
|        |        | Iván Jrushetski (1904-1982)      | 28 de julio de 1972 | 24 de junio de 1976     | Partido Comunista |
|        |        | Alekséi Vatchenko (1914-1984)    | 24 de junio de 1976 | 22 de noviembre de 1984 | Partido Comunista |
|        |        | Valentina Shevchenko (1935-2020) | 27 de marzo de 1985 | 15 de mayo de 1990      | Partido Comunista |
|        |        | Vladímir Ivashko (1932-1994)     | 4 de junio de 1990  | 9 de julio de 1990      | Partido Comunista |
|        |        | Leonid Kravchuk (1934-2022)      | 23 de julio de 1990 | 5 de diciembre de 1991  | Partido Comunista |

## Presidentes del Sóviet Supremo de la RSS de Ucrania
| Imagen | Imagen | Nombre                          | Inicio                   | Fin                      | Partido político  |
| ------ | ------ | ------------------------------- | ------------------------ | ------------------------ | ----------------- |
|        |        | Mijaílo Burmistenko (1902-1941) | 25 de julio de 1938      | 9 de septiembre de 1941  | Partido Comunista |
|        |        | Oleksándr Kornichuk (1905-1972) | 4 de marzo de 1947       | 12 de septiembre de 1953 | Partido Comunista |
|        |        | Pavló Tichina (1891-1967)       | 12 de septiembre de 1953 | 24 de marzo de 1959      | Partido Comunista |
|        |        | Oleksándr Kornichuk (1905-1972) | 24 de marzo de 1959      | 14 de mayo de 1972       | Partido Comunista |
|        |        | Mijaílo Bilyi (1922-2001)       | 8 de junio de 1972       | 25 de marzo de 1980      | Partido Comunista |
|        |        | Kostiantín Sitnik (1926-2017)   | 25 de marzo de 1980      | 27 de marzo de 1985      | Partido Comunista |
|        |        | Platón Kostiuk (1924-2010)      | 27 de marzo de 1985      | 4 de junio de 1990       | Partido Comunista |
|        |        | Vladímir Ivashko (1932-1994)    | 4 de junio de 1990       | 9 de julio de 1990       | Partido Comunista |
|        |        | Leonid Kravchuk (1934-2022)     | 23 de julio de 1990      | 5 de diciembre de 1991   | Partido Comunista |